# Roslinda Samsu
Roslinda Samsu, née le 9 juin 1982 à Padang Terap dans l'État du Kedah, est une sauteuse à la perche malaisienne, championne d'Asie de la discipline en  2007.

## Carrière
Roslinda Samsu fait ses débuts mondiaux lors des premiers Championnat du monde juniors qui se déroulent à Bydgoszcz en Pologne. Là, elle passe la barre des 3,20 m au deuxième essai avant de rater ses trois sauts à 3,40 m. Elle termine finalement 15e sur 25 concurrentes.
En 2006, elle termine au pied du podium du saut à la perche aux Jeux du Commonwealth qui se déroule à Melbourne avec un saut à 4,25 m. Quelques semaines après, elle termine sur le deuxième marche du podium aux Jeux asiatiques derrière la Chinoise Gao Shuying. L'année suivante, elle remporte le concours de perche des Championnats d'Asie avec un barre à 4,20 m devant la Singapourienne Rachel Yang Bing Jie.
Lors de sa participation aux Jeux olympiques d'été de 2008 à Pékin, elle passe ses trois premières barres au premier saut (4,00 m, 4,15 m et 4,30 m) avant de se rater trois fois à 4,40 m. Elle termine 8e de son groupe de qualification (16e sur 36 concurrentes) et ne participe pas à la finale.
Championne d'Asie en titre en 2009, elle ne réussit pas à conserver son titre lors des championnats de Canton, ratant à 3 reprises la barre des 3,80 m et finissant seulement 5e e la finale.
Aux Jeux du Commonwealth de 2010 à New Delhi, elle finit à la 10e place avec un meilleur saut à 3,95 m.
Son record des Jeux d'Asie du Sud-Est (4,20 m) est battu en 2014 par la Thaïlandaise Chayanisa Chomchuendee pour un cm.

## Après-carrière
En 2014, elle met fin à sa carrière sportive et se reconvertit comme professeur d'éducation physique, de civisme et de science des sports à la Malaysia Sports School située à Pahang.
Elle est également diplômée de l'université Putra Malaysia.

## Palmarès
| Date | Compétition                    | Lieu         | Place   | Marque |
| ---- | ------------------------------ | ------------ | ------- | ------ |
| 1999 | Championnats du monde juniors  | Bydgoszcz    | 15e     | 3,20 m |
| 2001 | Jeux d'Asie du Sud-Est         | Kuala Lumpur | 2e      | 3,80 m |
| 2003 | Universiade                    | Daegu        | -       | NM     |
| 2003 | Jeux d'Asie du Sud-Est         | Hanoï        | 3e      | 3,60 m |
| 2004 | Championnats d'Asie en salle   | Téhéran      | 2e      | 4,00 m |
| 2005 | Championnats d'Asie            | Incheon      | 3e      | 4,10 m |
| 2005 | Jeux d'Asie du Sud-Est         | Manille      | 1re     | 4,10 m |
| 2006 | Jeux du Commonwealth           | Melbourne    | 4e      | 4,25 m |
| 2006 | Jeux asiatiques                | Doha         | 2e      | 4,30 m |
| 2007 | Championnats d'Asie            | Amman        | 1re     | 4,20 m |
| 2007 | Universiade                    | Bangkok      | 5e      | 4,20 m |
| 2007 | Championnats du monde          | Osaka        | 11e (q) | 4,35 m |
| 2008 | Jeux olympiques                | Pékin        | 8e (q)  | 4,30 m |
| 2008 | Championnats du monde en salle | Valence      | -       | DNS    |
| 2008 | Championnats d'Asie en salle   | Doha         | 2e      | 4,10 m |
| 2009 | Championnats du monde          | Berlin       | 14e (q) | 4,25 m |
| 2009 | Championnats d'Asie            | Canton       | 5e      | 3,60 m |
| 2009 | Jeux d'Asie du Sud-Est         | Vientiane    | 1re     | 4,15 m |
| 2010 | Jeux du Commonwealth           | Delhi        | 10e     | 3,95 m |
| 2010 | Jeux asiatiques                | Canton       | 5e      | 4,00 m |
| 2010 | Championnats d'Asie en salle   | Téhéran      | 1re     | 4,00 m |
| 2011 | Jeux d'Asie du Sud-Est         | Palembang    | 1re     | 4,20 m |

## Records personnels
|              | Marque | Lieu   | Date            | Notes |
| ------------ | ------ | ------ | --------------- | ----- |
| En extérieur | 4,40 m | Mataró | 10 juillet 2006 | NR    |
| En salle     | 4,23 m | Taïwan | 14 mars 2008    | NR    |